# Küküllőkeményfalva
Küküllőkeményfalva (románul: Târnovița, egyéb neve Várpatak) falu Romániában, Hargita megyében.

## Fekvése
A Hargita hegység lábánál terül el, a Nagy-Küküllő folyó két partján. Ez a kicsi falu a Székelyudvarhely és Gyergyószentmiklós közötti útvonalon található. Székelyudvarhelytől 10 km-re, Gyergyószentmiklós irányában, Fenyéd és Zetelaka között fekvő település, a 138-as megyei úton közelíthető meg.

## Éghajlata
Éghajlata a hegyvidéki éghajlathoz hasonlítható, elég korán leesik a hó, és későre olvad el. Nyáron is jellemző a hideg friss hegyi tiszta levegő. A legtöbb földterülete kaszáló és erdő.

## Nevének eredete
A falu, a nevét egy kemény lóról kapta. A falu lakói fakitermeléssel foglalkoztak. Mivel a Nagy-Küküllő folyón engedték le a rönköket, szükség volt egy jó kemény lóra, amelyik kihúzta a vízből ezeket a nagy darab fákat. Így lett a falu neve Küküllő+kemény+falva.
1566-ban Keményfalva néven jelentkezik az okiratokban.
1602-ben Keményfalva Kikellő néven fordul elő.

## Története
A trianoni békeszerződés előtt Udvarhely vármegye Udvarhelyi járásához tartozott.
A középkorban nem volt saját temploma, a hívek misére Zetelakára jártak templomba. Mai templomukat 1802-ben építették, egy régebbi helyére. 1894-től önálló plébánia. A kezdetektől katolikus falu, majd a reformációs évek változásai után újra katolikus. Katolikus temploma, ma már műemlékké van nyilvánítva, melynek védőszentje: Szent László. Június 27-én tartják az úgynevezett búcsút, ez a falu egyik legfontosabb ünnepe.
A helység lakóit már a régmúlt idők óta,”hétszilvafás”székelyeknek hívták. Ez azért volt így, mert minden embernek volt a tulajdonában legalább hét szilvafa. Ezek a székely emberek soha nem voltak jobbágyok.
Földműveléssel, állattenyésztéssel és fakitermeléssel foglalkoztak, kisebb mértékben, de ez jellemző ma is.
Küküllőkeményfalva közigazgatásilag Fenyéd községhez tartozik.

## Lakossága
567-ben a regestrum 10 kapuval jegyzi.
1989 előtt és után is rohamosan apadt a falu lélekszáma. Sok fiatal kitelepedett Magyarországra, jobb megélhetést keresvén. 1996 után változás következett be. Mivel a falu nagyon közel van Székelyudvarhelyhez, és itt is fellendült az ipar és a kereskedelem ez csak jót tett a falunak.
2002-ben 658 lakosa volt, amiből 653-an magyarnak és 5-en románnak vallották magukat.
2011-ben 708 lakosa volt, amiből 691-en magyarnak, 5-en románnak, 3-an cigánynak vallották magukat és 9-en nem nyilatkoztak.
Lakói többségében római katolikusok, de az utolsó népszámlálás szerint 26 református, 6 unitárius és 5 ortodox vallású ember él a faluban.

## Turisztikai látnivalók
A falu teljesen felújított római-katolikus temploma, melynek védőszentje Szent László. 1796-ban a falu lakói engedélyt, és pénzt kértek templomépítésre, míg végül a mai templom 1802-ben, más adat szerint 1804-ben épült. 1850-ben cseréppel újrafödték a kezdetben zsindellyel födött templomot. 1898-99-ben pedig teljesen kijavítják a templomot.
A templom előtti Szent László téren található a két világháború küküllőkeményfalvi hősi halottainak névsora fekete márványtáblákba vésve. Ezt a világháborús emlékművet 2008-ban avatták fel.
Ugyancsak itt, a falu központjában található meg Szent László király mellszobra, amelyet Petrovits István sepsiszentgyörgyi szobrászművész alkotott.
Küküllőkeményfalván sok székelykapu megcsodálható.

## Kultúra és oktatás
2014 augusztusában  avatták az új kultúrházat.
A faluban működik a Márton Áron püspökről elnevezett általános iskola, ugyanaz az épület ad otthont az óvódának is.
A gyerekek örömére két játszótér és bekerített focipálya is van a faluban.
A fiatalságnak kedvez az, hogy a faluban működik edzőterem és játékterem is.
A faluban tevékenykedik a 2016-tól az Erdélyi Római Katolikus Nőszövetségek Egyesülete által elismert Szent Rita nőszövetség. Ebbe a közösségbe önként jelentkezhetnek a falubeli asszonyok, nők és lányok. A falu kulturális életében nagy szerepet játszanak. Tevékenységeik a következők: adventi koszorúk, évszakoknak megfelelő dekorációk, hímzett piros tojások készítése és adományozása a falu idős és beteg embereinek, húsvéti tojásfa és bethlehemes állítása, farsangkor szórakoztató színdarabok előadása, egész évben díszítik és tisztán tartják a falu templomát.
Minden évben megszervezésre kerül:
- farsangi színdarab a nőszövetség szervezésében
- március 15-i megemlékezés
- június 27-én Szent László búcsú
- július végén Küküllőkeményfalvi falunapok
- szeptember végén a falu fiataljai által megrendezett szüreti bál
- a karácsonyi szentmisén a gyerekek bemutatják a pásztorjátékot

## Gazdasága
Nagyobb vállalkozások:
Ati-Cream S.A. fagylaltgyár.
Tip-Autoimpex S.R.L., amely kőfejtéssel, feldolgozással, útépítéssel, szállítással, új- és használt munkagépek forgalmazásával, betonkészítéssel és betonból készült elemek gyártásával foglalkozik.
IoliMex S.R.L. mustár- és szósztermelő üzem.
Fagmic S.R.L. kandalló, bojler és kazán gyár.